# Monastero di Cettigne
Il monastero di Cettigne (in montenegrino e in serbo: Цетињски манастир/Cetinjski manastir) è un monastero serbo ortodosso situato a Cettigne, la capitale storica del Montenegro. È sede della Metropolia del Montenegro e del Litorale, una delle suddivisioni della Chiesa Serba Ortodossa.
Al suo interno sono custodite alcune reliquie come la mano destra di San Giovanni Battista, i resti di San Pietro di Cettigne e un frammento della Vera Croce.

## Storia
Il primo monastero di Cettigne, dedicato alla nascita della Vergine Maria, fu costruito per volontà del principe di Zeta Ivan Crnojević nel 1484 e consacrato l'anno seguente. Nel 1689 fu fortificato dai Veneziani, che, per tre anni, ne fecero sede di una delle due guarnigioni stanziate a Cettigne. Il 25 settembre 1692 gli Ottomani attaccarono la città e spinsero gli occupanti del monastero ad un accordo. Dopo aver minato a tempo il complesso, i Veneziani abbandonarono la città, mentre i Turchi entrati all'interno dell'edificio rimasero uccisi dall'esplosione.
L'attuale monastero venne costruito per volontà del principe-vescovo Danilo I Šćepčev Petrović-Njegoš, capostipite della Casa Reale montenegrina, tra il 1701 ed il 1704. Sorge su un'area precedentemente occupata dalla corte di Ivan Crnojević. Bruciato, venne ricostruito nel 1743 dal successore di Danilo, Sava II Petrović-Njegoš. Venne nuovamente distrutto nel 1785, quando le truppe ottomane di Mahmud Bushati Pascià saccheggiarono Cettigne.
L'aspetto attuale è dovuto al restauro del 1927. Al suo interno custodisce i resti di alcuni membri della Casa Reale montenegrina come: Danilo I del Montenegro, sua moglie Darinka Kvekić, la loro figlia Olga ed il granduca Mirko Petrović-Njegoš.